# Hirschrhyton der Norbert-Schimmel-Sammlung

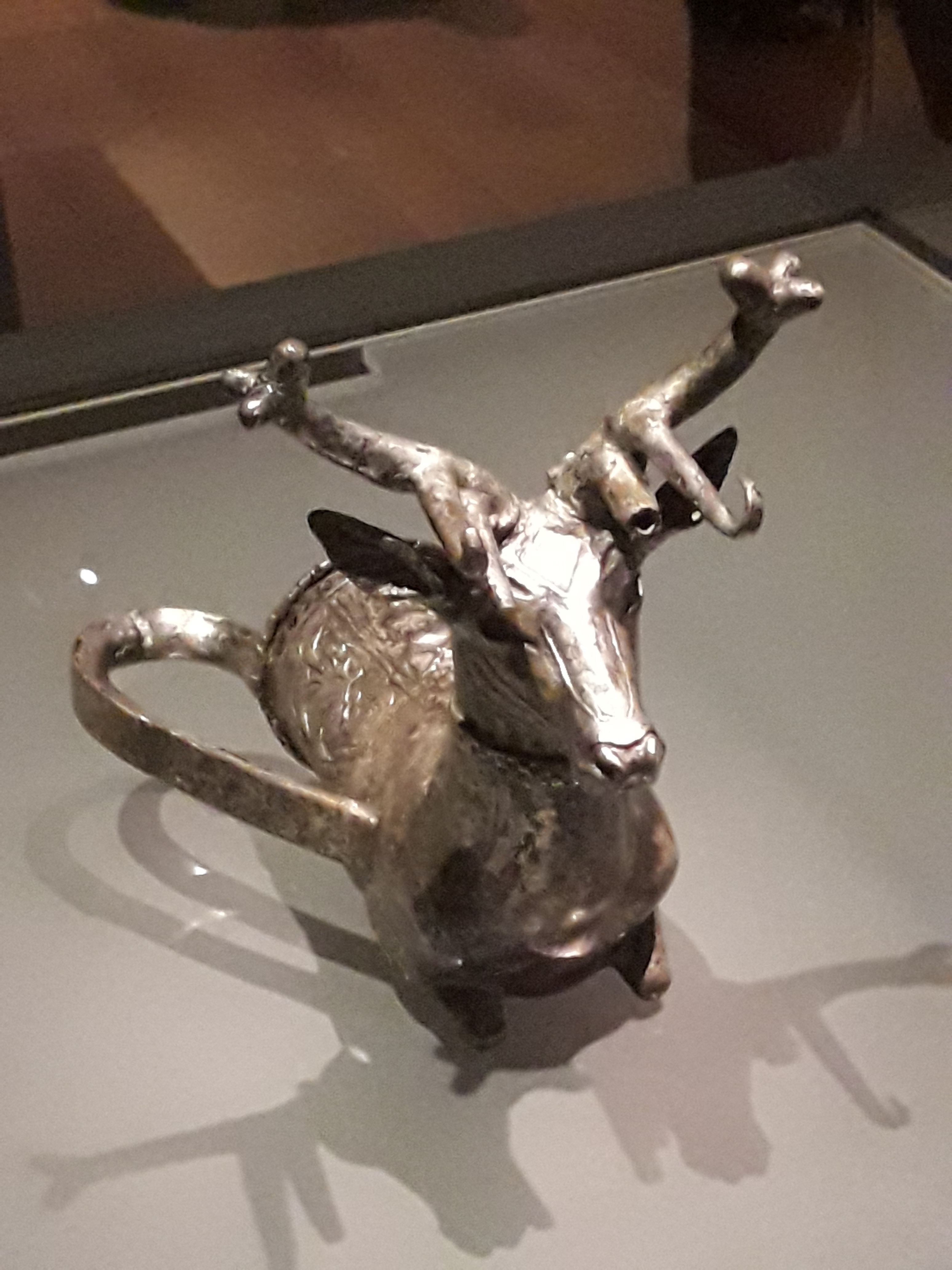
Hirschrhyton, ehemals Sammlung Schimmel, jetzt Metropolitan Museum of Art

Das Hirschrhyton der Norbert-Schimmel-Sammlung ist ein hethitisches Tiergefäß, das im Kult Verwendung fand. Es zeigt eine Verehrungsszene zweier Gottheiten, die anhand der Ikonographie und der hieroglyphenluwischen Inschriften als der Schutzgott der Flur und seine Begleiterin Ala bestimmt werden können.
Das silberne Rhyton stammt aus Anatolien und wird ins 15. bis 13. Jahrhundert v. Chr. datiert. Seine Höhe beträgt 18 cm. Es gehörte zur Norbert Schimmel Collection in New York und wurde 1989 dem Metropolitan Museum of Art geschenkt (Inv. 1989.281.10).

## Beschreibung
Das Rhyton hat die Form eines liegenden Hirsches, wobei der hintere Teil weggelassen wurde, so dass die Öffnung für das Opfergetränk aus Öffnungen bei der Brust eingefüllt und entleert werden konnte. Der Hirsch trägt ein Halsband. Um die Öffnung des Bauches verläuft ein Bildband mit einer Verehrungsszene. Darin finden sich zwei Inschriften mit goldenen Zeichen der hieroglyphenluwischen Schrift, die die Namen der dargestellten Gottheiten nennen.
Die dominanteste Person der Szene ist eine thronende Göttin mit einer Trinkschale in der linken und einem Adler in der rechten Hand. Sie trägt einen Spitzhut und ein zum Boden reichendes Gewand. Die zwischen Kopf und Adler angebrachte Inschrift nennt vermutlich die Göttin Ala: á-x (DEUSx) FILIA. Die Füße des Sessels, auf dem sie sitzt, haben die Form von Hirschklauen. Neben der Göttin steht ein Räucheralter. Vor ihr steht auf einem Hirsch ein bartloser Gott mit einem Krummstab in der Linken und einem Adler in der Rechten. Er ist waffenlos und trägt einen Kurzrock und Schnabelschuhe. Die Inschrift nennt den Schutzgott: (DEUSx) CERVUSx. Den beiden Gottheiten nähern sich zwei Männer, der vordere gießt ein Trankopfer auf den Boden, der zweite trägt einen Opferkuchen herbei. Dahinter ist ein kniender Mann mit einem Libationsgefäß. Hinter der Göttin Ala sind zwei Lanzen aufgestellt, mit nach unten gekehrter Spitze. Dahinter steht ein Baum, der anhand hethitischer Ritualtexte als der immergrüne eya-Baum gedeutet werden kann. Darunter liegt ein – möglicherweise erlegter – Hirsch und über diesem sind ein Köcher und eine kurša-Jagdtasche aufgehängt. Sämtliche Objekte fanden in der Verehrung des Schutzgottes Verwendung.

## Deutung
Die abgebildeten Kultobjekte hinter den Gottheiten finden eine Parallele in einem hethitischen Ritualtext (KBo 54.143; 13. Jh. v. Chr.). Hiernach werden vor einer Gottheit Speere platziert und dann wird unter dem eya-Baum dem Schutzgott (dKAL) ein Ziegenbock geopfert. Dieser immergrüne Baum ist vielleicht eine Eibe oder eine Kermeseiche. Die kurša -Jagdtasche war ein lederner Sack, der im Kult verschiedener Gottheiten eine wichtige Rolle spielte. Ein Ritualtext beschreibt das Verfahren, wie die kurša-Jagdtaschen der Götter Zitḫariya und der Schutzgottheit von Ḫatenzuwa ausgewechselt werden. Im Telipinu-Mythos wird beschrieben, wie eine kurša-Jagdtasche mit Gerste, Weintrauben, Fett, Fleisch von Schaf und Rind sowie Segenswünschen gefüllt wird und an den eya-Baum gehängt wird.